# Informacijski center izraelske umetnosti
Informacijski center izraelske umetnosti je največja zbirka primarnih virov, ki dokumentirajo zgodovino izraelske umetnosti v Izraelu. V Centru v Izraelskem muzeju v Jeruzalemu hranijo več kot 12.000 datotek o umetnikih.
Kot raziskovalno središče v Izraelskem muzeju Informacijski center izraelske umetnosti hranijo materiale, povezane s široko paleto izraelske vizualne umetnosti in umetnikov. Zastopane so vse regije države ter številna obdobja in umetniška gibanja. Center zbira tudi dokumentarno gradivo iz umetniških galerij, trgovcev z umetninami in zbirateljev umetnin. V njem je tudi zbirka več kot 700 videoposnetkov povezanih z izraelsko umetnostjo. Na spletu je objavljen izbor več kot 5.800 biografij izraelskih umetnikov.
Leta 2011 je bila zbirka podatkov Centra obogatena z več kot 25.000 časopisnimi članki. Spletno mesto Centra ponuja dvojezične informacije o 5800 izbranih izraelskih umetnikih in vključuje kratko biografijo, tisoče izraelskih umetniških del iz zbirke Izraelskega muzeja in drugih umetniških zbirk z vsega sveta ter izčrpen seznam razstav za vsakega umetnika.